# Салджик, Санни
Са́нни Са́лджик (англ. Sunny Suljic; МФА [ˈsʌldʒɪk]; род. 10 августа 2005 года, Розуэлл, Джорджия, США) — американский актёр и скейтбордист. Наиболее известен по ролям Боба Мёрфи в фильме «Убийство священного оленя» и Стиви в фильме «Середина 90-х», а также по роли Атрея в франшизе God of War.

## Биография
Родился 10 августа 2005 года в Розуэлле, штат Джорджия. Его отец — босниец, а мать — русская еврейка.
Посещал школу моделей Джона Касабланкаса в Атланте. Будучи ребёнком, вместе с семьёй переехал в Лос-Анджелес, чтобы начать актёрскую карьеру. Принимал участие в конференции Международной ассоциации моделей и талантов.
С трёхлетнего возраста Салджик увлекается скейтбордингом.
В настоящее время проживает в Лос-Анджелесе.

## Карьера
Салджик начал свою актёрскую карьеру в 2013 году в возрасте семи лет, сыграв в короткометражном фильме Ruined. В 2014 году появился в эпизоде сериала «Мыслить как преступник».
В 2015 году на экраны вышли два фильма с его участием — «1915» и «Призрак дома Бриар». В августе 2016 года Салджик получил роль Боба Мёрфи, 12-летнего сына персонажей Колина Фаррелла и Николь Кидман, в драматическом фильме режиссёра Йоргоса Лантимоса «Убийство священного оленя», который вышел в широкий прокат 27 октября 2017 года.
В июле 2017 года стало известно, что Салджик исполнит главную роль в режиссёрском дебюте Джоны Хилла «Середина 90-х». Мировая премьера фильма состоялась в рамках международного кинофестиваля в Торонто 9 сентября 2018 года.
Также в 2018 году появился в трагикомедийном фильме «Не волнуйся, он далеко не уйдёт» и в комедийном фантастическом фильме режиссёра Элая Рота «Тайна дома с часами». В том же году вышла компьютерная игра God of War, в которой Салджик озвучил персонажа по имени Атрей.
В 2020 году сыграл роль Дага Пирса в молодости в рождественской комедии режиссёра Криса Коламбуса «Рождественские хроники 2».
В 2021 году на экраны вышел фильм «Северный Голливуд», в котором Салджик сыграл роль Кларка. В том же году было объявлено, что Салджик вернётся к озвучиванию персонажа Атрея в компьютерной игре God of War: Ragnarök, которая является прямым сюжетным продолжением игры God of War, вышедшей в 2018 году. Выход игры состоялся в 2022 году.

## Фильмография

### Кино
| Год  |     | Русское название                | Оригинальное название                 | Роль                 |
| ---- | --- | ------------------------------- | ------------------------------------- | -------------------- |
| 2013 | кор |                                 | Ruined                                | Джоди Данлап         |
| 2015 | ф   | 1915                            | 1915                                  | Гэбриэл              |
| 2015 | ф   | Призрак дома Бриар              | The Unspoken                          | Эдриэн               |
| 2017 | ф   | Убийство священного оленя       | The Killing of a Sacred Deer          | Боб Мёрфи            |
| 2017 | кор |                                 | Summer of 17                          | Санни                |
| 2018 | ф   | Не волнуйся, он далеко не уйдёт | Don't Worry, He Won't Get Far on Foot | Скейтбордист №2      |
| 2018 | ф   | Середина 90-х                   | Mid90s                                | Стиви                |
| 2018 | ф   | Тайна дома с часами             | The House with a Clock in its Walls   | Тарби Корриган       |
| 2020 | ф   | Рождественские хроники 2        | The Christmas Chronicles 2            | Даг Пирс в молодости |
| 2021 | ф   | Северный Голливуд               | North Hollywood                       | Кларк                |
| 2025 | ф   | Луркер                          | Lurker                                | Джейми               |

### Телевидение
| Год  |    | Русское название       | Оригинальное название | Роль                 |
| ---- | -- | ---------------------- | --------------------- | -------------------- |
| 2014 | с  | Мыслить как преступник | Criminal Minds        | Джо Бачнер в детстве |
| 2016 | тф |                        | Shady Neighbors       | Оливер               |

### Компьютерные игры
| Год  | Название             | Персонаж | Прим.                   |
| ---- | -------------------- | -------- | ----------------------- |
| 2018 | God of War           | Атрей    | озвучка/захват движения |
| 2022 | God of War: Ragnarök | Атрей    | озвучка/захват движения |

## Награды и номинации
Полный список наград и номинаций на IMDb.
| Год  | Награда                     | Категория                        | Работа               | Результат |
| ---- | --------------------------- | -------------------------------- | -------------------- | --------- |
| 2019 | Премия BAFTA                | Лучшая актёрская игра            | God of War           | Номинация |
| 2019 | Кинопремия «Выбор критиков» | Лучший молодой актёр или актриса | Середина 90-х        | Номинация |
| 2022 | The Game Awards             | Лучшая актёрская игра            | God of War: Ragnarök | Номинация |
| 2023 | Премия BAFTA                | Лучшая актёрская игра            | God of War: Ragnarök | Номинация |